# 드릴 비트
드릴 비트(drill bit) 또는 기리는 원형 단면의 구멍을 만들기 위해 재료를 타공하는 데 사용되는 절단 도구이다.

## 상세
드릴 비트는 다양한 크기와 모양으로 제공되며 다양한 재료에 적합한 다양한 종류의 비트가 있어 재질에 맞게 구멍을 파낼 수 있다. 구멍을 만들기 위해 드릴 비트는 일반적으로 드릴(drill)에 탈착 및 부착되어 회전에 의해 공작물에 구멍을 내어 파낼 수 있다. 드릴은 회전식 척(chuck)에서 생크(shank)라고하는 비트(bit) 끝부분의 각진 면을 잡거나 풀어내도록 설계되어있다.

## 전동 드릴
| |
| 예시-척(chuck), 생크(shank),속도조절기(Torque selection ring), 작동/정지 방아쇠(on/off trigger), 역방향,정방향 버튼(forward/reverse switch) |

## 비트
| |
| (예시) 3mm 이중비트- 촉(point),챔퍼(chamfer),나사산(thread),보조비트(2nd bit),드릴 스토퍼(stopper)생크(shank),육각 키(hex key) |

이중비트는 나사의 몸통뿐만아니라 머리부분까지 동시에 드릴링해준다. 또한 스토퍼가 드릴링의 깊이를 고정시켜준다.

## 종류
|  | 나무용 비트     |
|  | 철 타공용 비트  |
|  | 콘크리트용 비트 |

## 같이 보기
- 각도절단기